# Dambadahalli, Chikmagalur
Dambadahalli là một làng thuộc tehsil Chikmagalur, huyện Chikmagalur, bang Karnataka, Ấn Độ.